# Rijnvoetbalkampioenschap 1921/22 (West-Duitsland)
In 1921/22 werd het tweede Rijnvoetbalkampioenschap gespeeld, dat georganiseerd werd door de West-Duitse voetbalbond. De competitie werd van drie reeksen naar één reeks herleid. De clubs die vorig jaar in de groep Middenrijn speelden werden te licht bevonden voor de gezamenlijke reeks en moesten naar de tweede klasse.  
Kölner BC 01 werd kampioen en plaatste zich voor de West-Duitse eindronde. In een groepsfase met 6 clubs werd de club gedeeld tweede achter TG Arminia Bielefeld.
VfTuR 1889 München-Gladbach nam de naam VfL Borussia München-Gladbach aan. De schrijfwijze van de stad Keulen (Cöln) was ook veranderd waardoor de clubs nu met een K geschreven werden. 

## Gauliga
| Plaats | Club                          | Wed. | W  | G | V  | Saldo | Ptn.  |
| ------ | ----------------------------- | ---- | -- | - | -- | ----- | ----- |
| 1.     | Kölner BC 01                  | 18   | 13 | 1 | 4  | 57:24 | 27:9  |
| 2.     | Rheydter SpV 1905             | 18   | 11 | 3 | 4  | 38:23 | 25:11 |
| 3.     | VfL Borussia München-Gladbach | 18   | 10 | 4 | 4  | 53:30 | 24:12 |
| 4.     | Kölner SC 1899                | 18   | 10 | 0 | 8  | 38:33 | 20:16 |
| 5.     | Bonner FV 01                  | 18   | 7  | 3 | 8  | 36:44 | 17:19 |
| 6.     | VfR rrh. 1904 Köln            | 18   | 7  | 3 | 8  | 27:38 | 17:19 |
| 7.     | CfR 1899 Köln                 | 18   | 7  | 2 | 9  | 26:37 | 16:20 |
| 8.     | TSV Alemannia 1847 Aachen     | 18   | 3  | 6 | 9  | 24:37 | 12:24 |
| 9.     | FC Eintracht München-Gladbach | 18   | 5  | 2 | 11 | 24:37 | 12:24 |
| 10.    | SC 1894 München-Gladbach      | 18   | 3  | 4 | 11 | 31:51 | 10:26 |

|  | Kampioen, geplaatst voor West-Duitse eindronde |